# La belle Catherine
La belle Catherine è un romanzo del 1963 scritto da Juliette Benzoni. Si tratta del primo libro di una serie di romanzi ambientati nella Francia del XV secolo durante la Guerra dei cent'anni tra Francia e Inghilterra e aventi per protagonista Catherine Legoix, la figlia di un orafo parigino e il suo amore apparentemente non corrisposto per il nobile Arnaud de Montsalvy, capitano al servizio del re Carlo VII di Francia.
In Francia venne pubblicato prima nel quotidiano France Soir e poi il 1963 dalla casa editrice Éditions de Trévise con il titolo Il suffit d'un amour	. In Italia il romanzo è stato pubblicato per la prima volta nel 1967 dalla casa editrice Garzanti. 
La belle Catherine è il primo volume di una serie in sette volumi. Le prime cinque avventure sono state pubblicate in Italia par l'editore Garzanti. Il quinto libro Catherine e il tempo di amare si conclude con un Epilogo. In Francia sono stati pubblicati a grande richiesta nel 1973 e nel 1978,  Piège pour Catherine e Catherine, la dame de Montsalvy

## Trama
Nel 1413, in una notte tumultuosa, il popolo di Parigi, guidato dal macellaio Caboche e dall' accademico Pierre Cauchon, invase palazzo Saint Pol. 
La piccola Catherine Legoix, figlia di un orafo del Pont au Change e il suo amico Landry Pigasse, si trovarono in prima linea tra i rivoltosi e l'adolescente si interessò appassionatamente a un giovane che veniva trascinato via dalla folla per impiccarlo. Michel de Montsalvy. È bello e ha diciassette anni : questo è tutto ciò di cui Catherine ha bisogno per essere pronta a fare qualsiasi cosa per salvarlo. 
Con l'aiuto di Landry e di Barnabé le Coquillart, riesce a sottrarlo ai suoi carcerieri e a nasconderlo nella cantina dei suoi genitori. Ma il nascondiglio viene scoperto e Michel viene massacrato sotto gli occhi terrorizzati di Catherine dal macellaio Legoix, cugino della ragazza. Per rappresaglia, il padre di Catherine viene impiccato e la sua casa distrutta. Catherine e sua madre si rifugiano da Barnabé nell'inespugnabile Corte dei Miracoli, ma Loyse, la sorella di Catherine, rimane nelle mani di Caboche, che si è innamorato di lei. 
Prima di lasciare Parigi per Digione, dove i Legoix hanno uno zio, Barnabé, Landry e Sara-la-Noire, una strana ragazza boema che si è affezionata a Catherine, salvano Loyse dal suo carceriere e dopo tutta la famiglia si imbarca sulla Senna per la Borgogna. Ma Catherine non può dimenticare Michel de Montsalvy.
Il re Carlo VI è impazzito e la regina Isabella di Baviera  ripudia il proprio figlio e attira gli inglesi invasori, mentre le due fazioni rivali degli Armagnacchi e dei Borgognoni combattono per il potere.
Nove anni dopo, ritroviamo Catherine a Bruges che nel frattempo è diventata di una bellezza abbagliante. Catherine ha accompagnato suo zio Mathieu Gautherin per i suoi affari, ma durante la processione del Santo Sangue, un uomo diventa troppo aggressivo con Catherine che lo schiaffeggia, causando un scandalo. 
Catherine viene arrestata e portata davanti al duca di Borgogna, Filippo III di Borgogna (Philippe le Bon), che era un grande ammiratore delle belle donne. La bellezza della giovane impietosisce il principe, che la libera, assicurandole che si ricorderà di lei.
Sulla via del ritorno a Digione, Catherine e suo zio trovano un cavaliere ferito la cui vista turba profondamente la ragazza: è il ritratto vivente di Michel de Montsalvy. Catherine e lo zio lo portano in una locanda e lo fanno curare da un medico moro, Abou-al-Khayr, che viaggia per imparare la medicina. La somiglianza si spiega: Arnaud de Montsalvy, capitano della guardia del Delfino Carlo, è il fratello minore di Michel. La passione tra i due giovani scoppia immediatamente, ma quando Arnaud viene a sapere il cognome della ragazza, la scaccia brutalmente. Catherine si chiama Legoix e Arnaud ha giurato un odio implacabile a tutti coloro che portano questo nome perché è il cugino di Catherine che ha massacrato Michel.
Catherine disperata deve seguire lo zio e tornare a Digione dal duca Philippe che è il nemico del Delfino Carlo. Lì apprende che un ordine ducale le impone di sposare Gavin de Brazey, il Gran Argentiere di Borgogna. Contro questo ordine, Catherine si ribella e cerca di far uccidere Garin de Brazey, il tentativo fallisce e Barnabé viene ucciso.
Catherine è costretta a sposare sposare Garin che però si rivela essere un marito particolare. Garin è guercio ma è anche un uomo molto raffinato e sembra non essere attratto dalla bellezza di sua moglie o forse pensa di riservarla per qualcun altro. Garin fa di lei un oggetto di lusso e nominata Dama di compagnia della duchessa vedova, Catherine diventa protagonista della vita di corte. In questa veste, assiste al fidanzamento della sorella del duca con l'inglese Bedford quando Arnaud de Montsalvy appare nel mezzo dei festeggiamenti per lanciare una sfida mortale al duca di Borgogna, traditore del suo sovrano.
Il giovane capitano è vittorioso e Catherine è decisa a rompere le barriere tra loro perché, nonostante il suo odio, Arnaud non può fare a meno di amarla. Purtroppo, un malinteso convince Arnaud che lei è l'amante del duca Philippe e, ancora una volta lui la respinge con disprezzo. Qualche tempo dopo, Catherine viene a sapere del prossimo matrimonio dell'uomo che ama con una nobildonna, Isabelle de Séverac. Disperata, decide di suicidarsi, ma il medico Abu-al-Khayr, che è diventato suo amico, le salva la vita. Per dispetto e per rassegnazione, Catherine diventa l'amante di Philippe di Borgogna, che continua ad amarla. 
Garin de Brazey arso da una gelosia oscura che rasenta la follia, sequestra la moglie e cerca persino di farla uccidere ma viene salvata da Landry, il suo vecchio amico d'infanzia, che è diventato cavaliere alla scuderia Borgogna, e dalla fedele Sara, che non l'ha mai lasciata fin dall'infanzia. Insieme si rifugiano in un'abbazia, che viene ptresa d’assedio da Garin e da un bandito, il Bégue de Pérouges. Sconfitto, Garin deve rispondere del crimine di alto tradimento e sacrilegio. Condannato all'impiccagione, nella sua prigione confessa a Catherine il motivo dello strano atteggiamento nei suoi confronti: una vecchia ferita che ha sconvolto la sua vita di uomo. 
Rifugiandosi a casa della sua fedele amica Ermengarde de Châteauvillain, Catherine dà alla luce il figlio di Philippe che affida ad Ermengarde per poter continuare a vivere il ruolo di favorita con il suo amante. Quattro anni dopo però è stanca di tutto questo e soprattutto non può dimenticare il suo unico amore, Arnaud de Montsalvy. Chiamata da Ermengarde, torna a Châteauvillain in giusto in tempo per apprendere la morte di suo figlio e addolorata oltre che disgustata di tutto, decide di restare con la sua vecchia amica. Un giorno però viene a sapere che Arnaud non è sposato: la sua fidanzata è morta prima del matrimonio e ora difende la città di Orléans contro gli inglesi con un pugno di uomini. Catherine vuole unirsi a lui per morire con lui e a costo di mille privazioni e peripezie, riesce ad entrare in città e raggiunge Arnaud.
Purtroppo il giovane la considera ancora solo l’amante del duca Philippe e pensa si una spia e per questo la fa imprigionare e condannare a morte nonostante la passione che sente di provare per lei.
Catherine viene condotta al patibolo ma in extremis viene salvata dall'ingresso di Giovanna d'Arco, alla quale si lega con gratitudine e ammirazione. Dopo questi eventi Catherine lascia definitivamente la Borgogna e, grazie ad uno strano monaco che aveva aiutato tempo addietro – riesce a diventare la dama di compagnia della Regina 
Maria d'Angiò.
Una sera, viene informata che Arnaud, gravemente ferito la chiama al suo capezzale . Lei corre, ma in effetti Arnaud vuole che lei vada al campo di Philippe di Borgogna per pregarlo di liberare la Giovanna d’Arco , che è tenuta prigioniera. Philippe infatti, ama ancora Catherine e anche se si è appena sposato per motivi di stato in memoria dei suoi bellissimi capelli ha dato il nome di Ordine del Toson d'oro cavalleresco che ha appena fondato. Catherine va al campo di Philippe, che è pronto a offrirle le sue braccia, ma tutto ora separa i due amanti, soprattutto l'amore senza speranza di Catherine per Arnaud. Catherine comunque potrebbe accettare di tornare da Philippe se lui liberasse Giovanna d'Arco, ma il duca di Borgogna ha paura di quella che crede una "strega". Questa volta, la separazione tra loro è definitiva e Giovanna d’Arco va incontro al suo destino.
Catherine e Arnaud, complici per una volta, vogliono però provare a cambiare il corso di questo destino. Introdottisi a Rouen sotto mentite spoglie, cercano di far fuggire Giovanna ma riescono solo ad essere catturati a loro volta. Trascinati davanti al vescovo Cauchon, che aveva conosciuto Catherine da bambina, vedono improvvisamente cadere gli ostacoli che li separavano. Cauchon aveva assistito alla morte di Michel de Montsalvy e sapeva che il padre di Catherine era stato impiccato perché la ragazza aveva cercato di salvare il giovane e, senza volerlo, in un'esplosione di rabbia, lo dice ad Arnaud. L'amore dei due giovani può esplodere ; purtroppo, è la morte che li aspetta percè Cauchon li ha condannati.
Legati insieme in un sacco di cuio, vengono gettati nella Senna dalla cima del Grand Pont. Ma sotto il ponte si nasconde il muratore Jean Son, che aveva dato loro rifugio. e li fa fuggire su una barca preparata in anticipo. Finalmente riuniti, Catherine e Arnaud si lasciano trasportare dalla Senna verso un futuro che vogliono meraviglioso, per recuperare il tempo perduto. Ma sono soli, in terra nemica, senza altra difesa che una barca leggera, un po' di cibo e qualche vestito. Intorno a loro c'è la guerra, la campagna devastata, i peggiori pericoli. 
Continuazione nel secondo libro : La passione di Catherine

## Adattamenti
Il romanzo è stato trasportato sullo schermo nel 1969 nel film Catherine, un solo impossibile amore, diretto da Bernard Borderie ed interpretato da Olga Georges-Picot e Horst Frank.
Nel 1986, Marion Sarraut ha realizzato una serie televisiva di 60 episodi intitolata Catherine, il suffit d'un amour interpretata da Claudine Ancelot e Pierre-Marie Escourrou.